# Barn till döv vuxen
Barn till döv vuxen (på engelska Child of Deaf Adult, CODA), betecknar barn vars ena eller båda föräldrar är döva. Dessa barn fungerar ofta som en bro mellan den hörande och döva världen. De kommunicerar vanligtvis med sina familjer genom teckenspråk och använder tal i interaktioner med den hörande omvärlden.
För barn under 18 år används ibland akronymen KODA ("Kids of Deaf Adults"). Cirka 90 % av barn födda till döva vuxna har normal hörsel. I Sverige fanns 2024 cirka 10 000 barn till döva vuxna
Många barn till döva vuxna gestikulerar mycket, reagerar på ljud och upprätthåller gärna ögonkontakt. Istället för att ropa på någon, petar de ofta för att få uppmärksamhet. 

## Relaterade engelska akronymer för att identifiera familjemedlemmar
- OHCODA – Enda hörande barn till döva vuxna (döva föräldrar och döva syskon) (Engelska: Only Hearing Child Of Deaf Adult)[5]
- OCODA – Enda barn till döva vuxna (inga syskon) (Engelska: Only Child Of Deaf Adult)[5]
- COCA-CODA – Barn till CODA-vuxen och barn till döva vuxna (Engelska: Child Of CODA Adult - Child Of Deaf Adult)[5]
- KODA – Barn till döva vuxna (Engelska: Kids Of Deaf Adult)[5]
- GODA – Barnbarn till döva vuxna (Engelska: Grandchild Of Deaf Adult)[5]
- SODA – Syskon till en döv vuxen (Engelska: Sibling Of Deaf Adult)[5]
- SpODA – Make/maka till döva vuxna  (Engelska: Spouse Of Deaf Adult)[5]

## Stödorganisationer
Millie Brother grundade organisationen CODA (Children of Deaf Adults) 1983 som en ideell organisation för hörande barn till döva föräldrar. CODA International syftar till att öka medvetenheten om de unika upplevelserna och utmaningarna med att växa upp mellan två kulturer.
Internationellt finns flera stödorganisationer och grupper för CODAs, såsom Coda International , CODA Australia , CODA DACH , CODA France, CODA Ghana , CODA Hong Kong, CODA Italia, CODA Korea , CODA Norway  och CODA UK and Ireland .